# نیوستد
نیوستد (به انگلیسی: Newsted) یک گروه موسیقی هوی متال آمریکایی است که در اکتبر ۲۰۱۲ شکل گرفت و اعضای آن شامل جیسون نیوستد عضو پیشین گروه متالیکا و ویوود به عنوان خواننده و نوازنده گیتاربیس، مایک ماشوک (گیتار)، جسی فارنزورث (گیتار) و خسوس مندز به عنوان درام‌نواز است.
گروه ابتدا یک آلبوم چندآهنگه شامل چهار آهنگ را با نام متال پیش از پیوستن مایک ماشوک منتشر کرد. سپس با آمدن ماشوک، گروه نخستین آلبوم استودیویی خود را با عنوان موسیقی هوی متال منتشر کرد که تا جایگاه ۴۰ جدول بیلبورد بالا آمد.

## اعضای گروه
- جیسون نیوستد - گیتار بیس، خواننده (از ۲۰۱۲)
- مایک ماشوک - گیتار (از ۲۰۱۳)
- جسی فارنزورث - گیتار (از ۲۰۱۲)
- خسوس مندز - درام (از ۲۰۱۲)